# Montgomery County, Ohio
Montgomery County är ett administrativt område i delstaten Ohio, USA, med 535 153 invånare. Den administrativa huvudorten (county seat) är Dayton.

## Geografi
Enligt United States Census Bureau har countyt en total area på 1 203 km². 1 196 km² av den arean är land och 7 km² är vatten.

### Angränsande countyn
- Miami County - norr
- Clark County - nordost
- Greene County - öst
- Warren County - söder
- Butler County - sydväst
- Preble County - väst
- Darke County - nordväst

### Orter
- Brookville
- Centerville (delvis i Greene County)
- Clayton
- Dayton (huvudort)
- Englewood
- Germantown
- Huber Heights (delvis i Miami County)
- Kettering (delvis i Greene County)
- Miamisburg
- Moraine
- Oakwood
- Riverside
- Springboro (delvis i Warren County)
- Trotwood
- Union (delvis i Miami County)
- Vandalia
- West Carrollton